# Santa Fe Springs
Santa Fe Springs is een plaats (city) in de Amerikaanse staat Californië, en valt bestuurlijk gezien onder Los Angeles County.

## Demografie
Bij de volkstelling in 2000 werd het aantal inwoners vastgesteld op 17.438.
In 2006 is het aantal inwoners door het United States Census Bureau geschat op 17.112, een daling van 326 (-1.9%).

## Geboren
- Laura Berg (6 januari 1975), Amerikaans softbalster

## Geografie
Volgens het United States Census Bureau beslaat de plaats een oppervlakte van
23,0 km², waarvan 22,7 km² land en 0,3 km² water.

## Plaatsen in de nabije omgeving
De onderstaande figuur toont nabijgelegen plaatsen in een straal van 8 km rond Santa Fe Springs.